# Maple Hill, Kansas
Maple Hill là một thành phố thuộc quận Wabaunsee, tiểu bang Kansas, Hoa Kỳ. Năm 2010, dân số của xã này là 620 người.

## Dân số
Dân số các năm:
- Năm 2000: 469 người
- Năm 2010: 620 người